# Bronzedreieck von Heddernheim

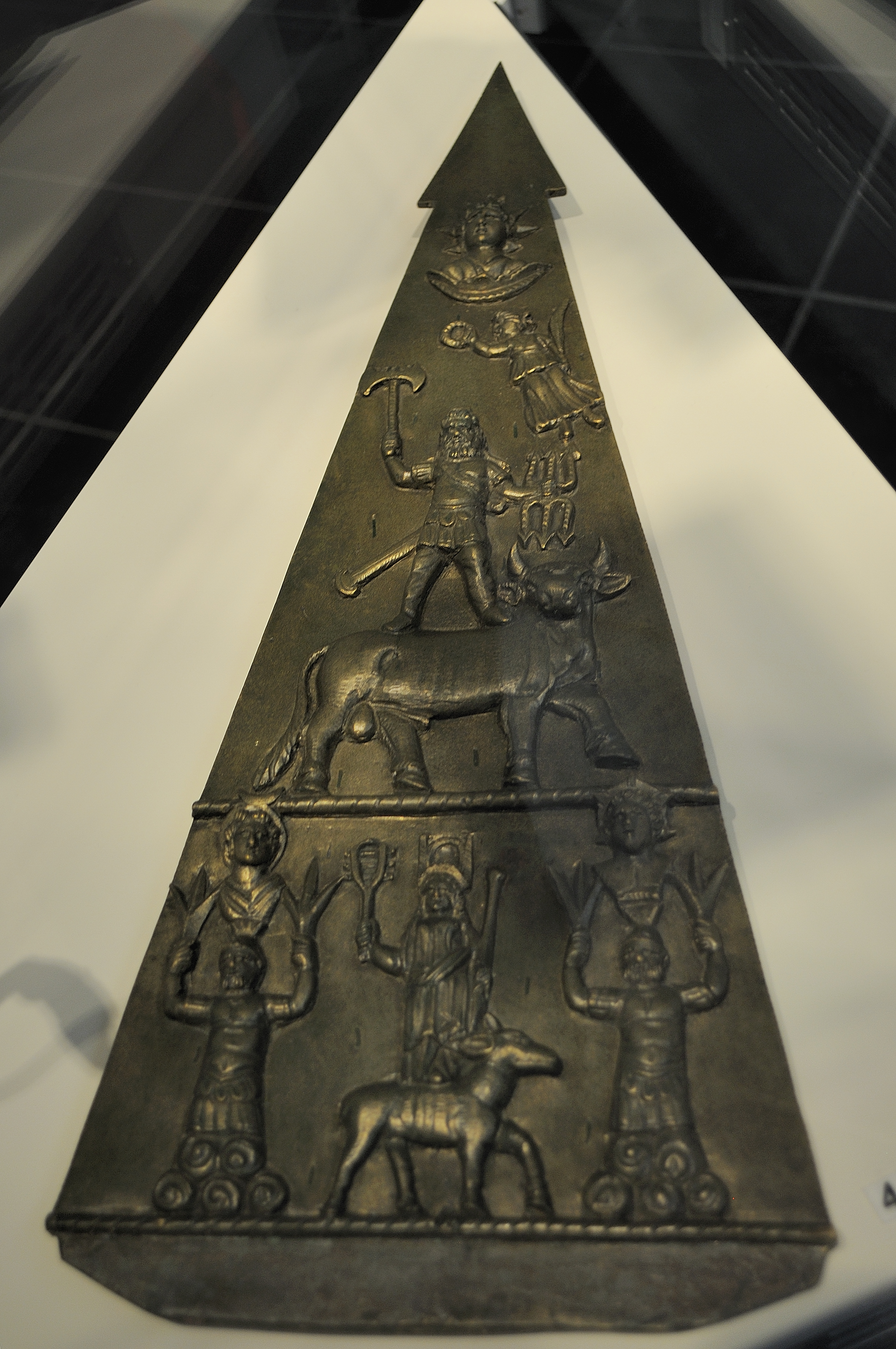
Bronzedreieck von Heddernheim

Das Bronzedreieck von Heddernheim ist ein römerzeitliches Votivblech aus Bronze für Jupiter Dolichenus, dessen Kult auf den Wettergott von Aleppo zurückgeführt werden kann. Es wurde beim Nordwestzentrum, Frankfurt am Main gefunden und stammt aus der Römersiedlung Nida. Das Bronzedreieck kam Anfang des 19. Jahrhunderts in den Kunsthandel. Heute befindet es sich in der Sammlung Nassauischer Altertümer in Wiesbaden.

## Beschreibung und Deutung
Das Bronzedreieck gliedert sich bildlich in drei Register, in denen verschiedene Gottheiten dargestellt werden. Die Ikonographie weist deutlich Parallelen zu syrischen und anatolischen Darstellungen der Bronze- und Eisenzeit auf. Es ist offensichtlich, dass der Künstler gute Kenntnisse der orientalische Symbolik besaß.
Im unteren Register steht Juno Dolichena auf einer Hinde, links und rechts stehen zwei bärtige Berggötter mit erhobenen Händen und je einer Menschenbüste darüber. Die Darstellung der Berggötter gleicht erstaunlich stark hethitischen Darstellungen, wo diese mit einem Schuppenrock dargestellt werden, der Felsen symbolisiert. Auf dem Bronzedreieck werden diese als fünf Kugeln dargestellt, der ursprüngliche Rock wurde durch die römische Militäruniform ersetzt. Die Menschenbüsten und Juno Dolichena haben keine direkten Parallelen in der anatolischen und syrischen Ikonographie.
Im mittleren Register steht der bärtige Jupiter Dolichenus auf einem Stier. Wie bei vielen eisenzeitlichen Darstellungen des luwischen Wettergottes Tarhunza aus Syrien hat er den typischen Zopf. In der rechten hält er eine Doppelaxt und in der linken ein Blitzbündel, während die syrischen Vorgänger eine einfache Axt und ein einfaches, nach oben gerichtetes Blitzbündel halten. Das Schwert und der kurze Schurz sind ebenfalls orientalisches Erbe, nur dass die Kleidung, wie bei den Berggöttern, der römischen Militäruniform angepasst wurde.
Im oberen Register sind die Siegesgöttin Victoria und die Büste des Sonnengottes Sol abgebildet, deren unterer Rand eine Mondsichel bildet. Diese Darstellung ist eine Neuerung gegenüber der für Jupiter Dolichenus üblichen Begleitung von Sol, Luna und einem Adler. Diese Dreiheit hat ihr Vorbild in der altorientalischen Flügelsonne, die ein Zeichen der Herrschaft und bei Göttern auch der himmlischen Macht darstellt. Ursprünglich ein Symbol der Sonne konnte sie in späterer Zeit mit der Mondsichel kombiniert werden und wurde dann in der Römerzeit in Sonne, Mond und Adler aufgelöst.
Eine Auffälligkeit des Bronzedreiecks von Heddernheim ist die Darstellung der beiden Berggötter unterhalb des Gottes. Dies erinnert stark an die Darstellung des Wettergottes Teššub im hethitischen Felsheiligtum von Yazılıkaya, der auf zwei Berggöttern stehend dargestellt wird. Auch auf hethitischen Siegeln findet sich dieses Motiv häufig.

## Bronze- und eisenzeitliche Vorläufer

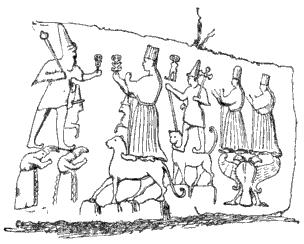
Der auf zwei Berggöttern stehende Wettergott Teššub in Yazılıkaya (13. Jh. v. Chr.)
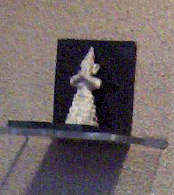
Hethitischer Berggott (14./13. Jh. v. Chr.)
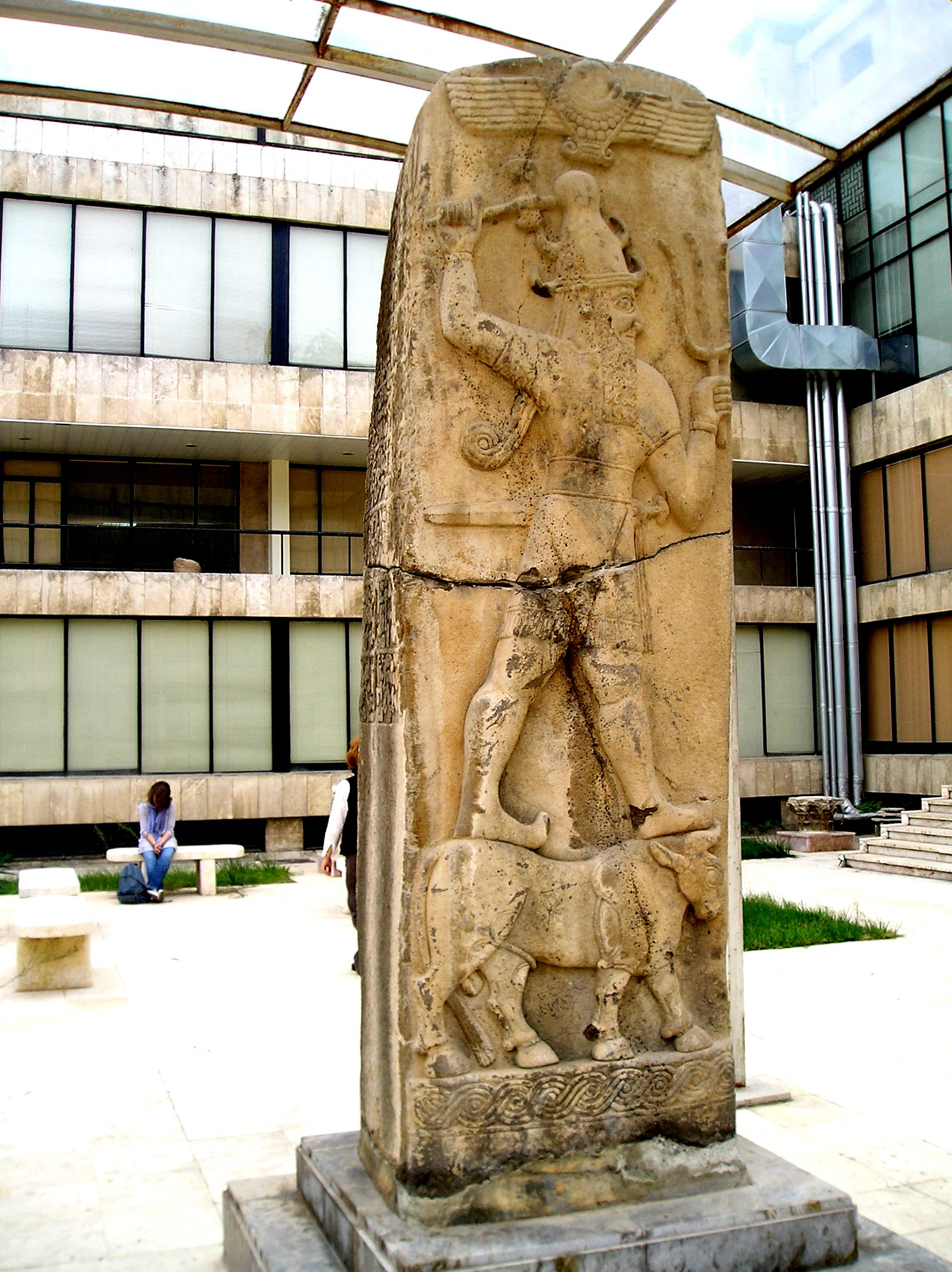
Wettergott von Aleppo aus Tell Ahmar (9. Jh. v. Chr.)